# Maria Rosenkranzkönigin (Schretzheim)

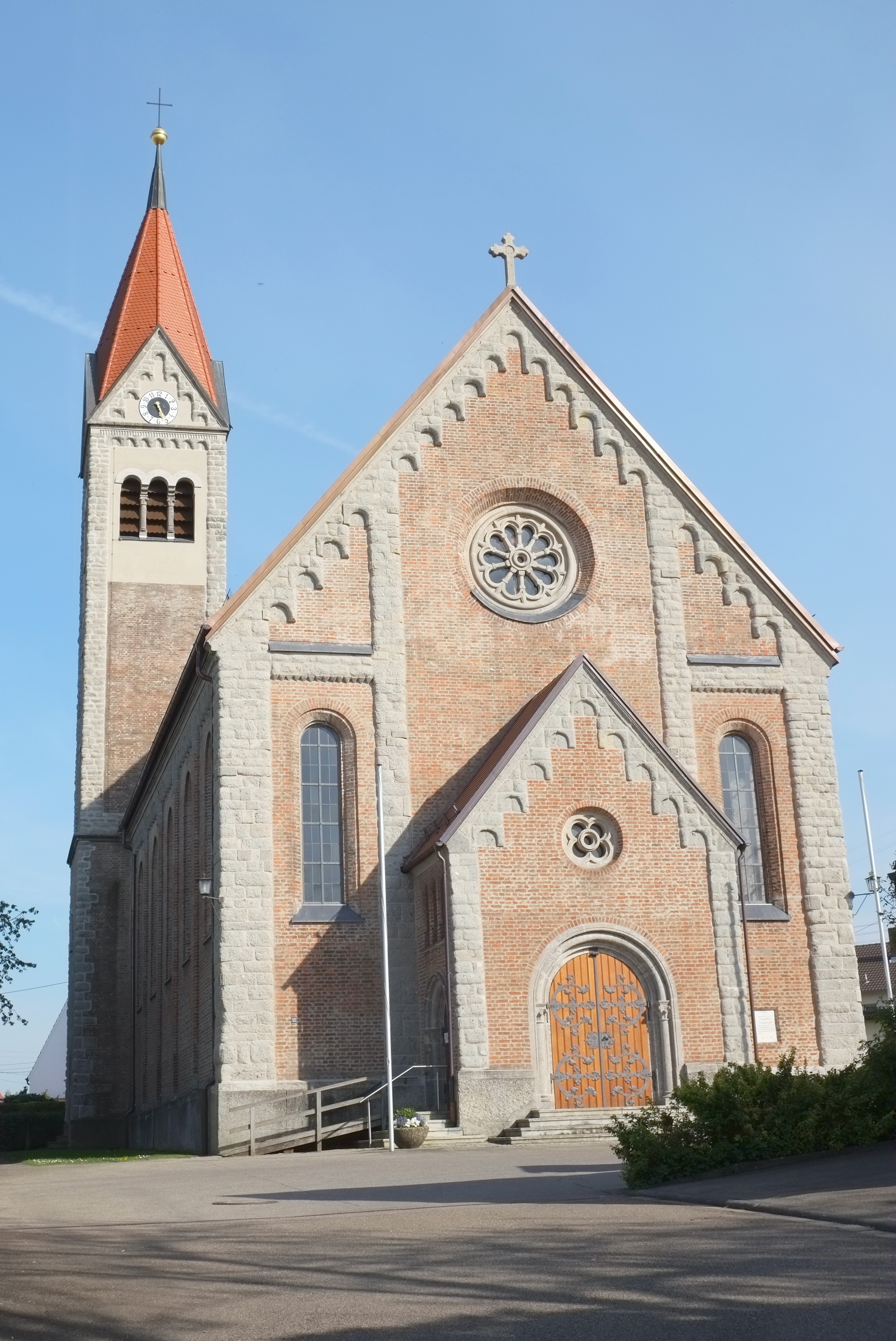
Maria Rosenkranzkönigin in Schretzheim

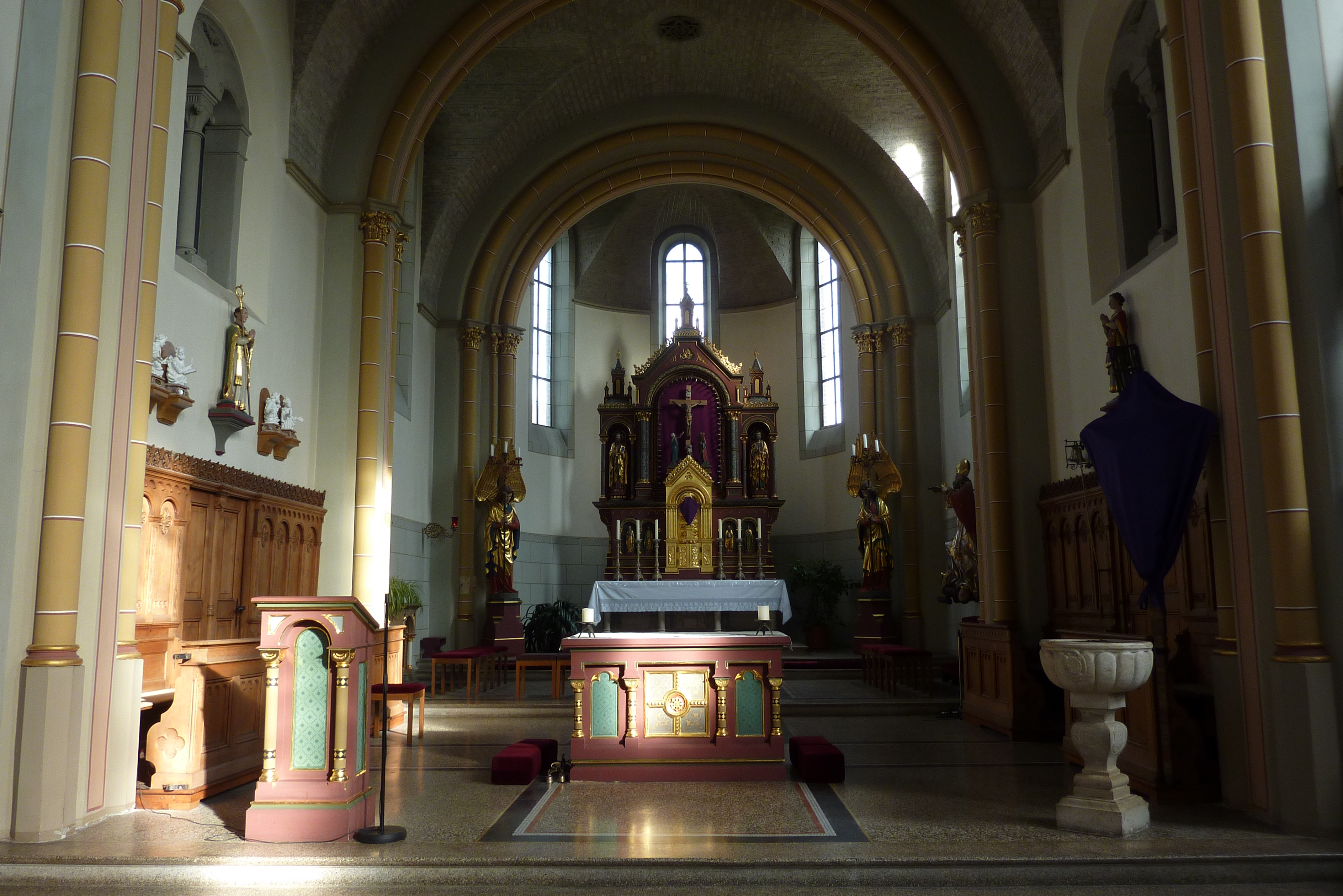
Blick auf den Altarraum. Rechts im Bild befindet sich das Taufbecken aus dem Jahr 1656.

Die römisch-katholische Pfarrkirche Maria Rosenkranzkönigin steht in Schretzheim, einem Stadtteil von Dillingen an der Donau im schwäbischen Landkreis Dillingen an der Donau von Bayern. Das Bauwerk ist in der Liste der Baudenkmäler in Dillingen an der Donau als Baudenkmal unter der Nr. D-7-73-125-310 eingetragen. Die Pfarrei gehört zum Dekanat Dillingen des Bistums Augsburg.

## Beschreibung
Die neuromanische Saalkirche wurde 1898–1899 nach Plänen des Architekten und königlich bayerischen Baubeamten Ferdinand Schildhauer in Backstein-Mauerwerk mit Gliederungen in Bossenwerk errichtet. Sie besteht aus einem Langhaus, einem eingezogenen Chor mit angebauter Apsis im Osten, einer Sakristei an der Südwand und einem Chorflankenturm auf quadratischem Grundriss an der Nordwand des Chors, der mit einem spitzen Helm bedeckt ist. In den Giebeln sind die Zifferblätter der Turmuhr angebracht. Sein oberstes Geschoss beherbergt hinter den als Triforien gestalteten Klangarkaden den Glockenstuhl.
Der Innenraum des Langhauses ist mit einer Holzbalkendecke überspannt, der des Chors mit einem Stichkappengewölbe. Die Fresken an der Wand des Langhauses brachte Jakob Huwyler II. 1909–1911 an. Der Hochaltar wurde 1899, die Kanzel 1900 und die Seitenaltäre 1903–1904 aufgestellt. Die um 1760 entstandene Statue des Johannes Nepomuk wird Johann Michael Fischer zugeschrieben. Die Orgel mit 19 Registern auf zwei Manualen und Pedal wurde 1908 von der Werkstatt Gebrüder Hindelang in Ebenhofen erbaut.
Das kunstgeschichtlich bemerkenswerte Taufbecken stammt aus dem Jahr 1656.